# Chaluphuset
Chaluphuset i Fredensborg Slotshave er en overdækket havn, der oprindeligt var for kongehusets skibe, men som i dag benyttes til kulturelle arrangementer. Desuden udgår der herfra om sommeren bådture på Esrum Sø. Naboen er frokostrestauranten Skipperhuset.
Fra havnen og området omkring kan opleves flotte solnedgange.

## Galleri
- Husets indre
- Set fra land